# Juan Aldama

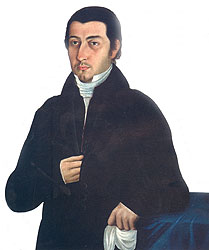
Juan Aldama

Juan Aldama (* 3. Januar 1774 in San Miguel el Grande; † 26. Juni 1811 in Chihuahua) war ein mexikanischer Aufständischer (Insurgente) und Revolutionär. Zusammen mit seinem Bruder Ignacio Allende nahm er an den ersten militärischen Aktionen des Mexikanischen Unabhängigkeitskrieges (1810–1821) teil.

## Leben
Zu Beginn des Unabhängigkeitskrieges war Aldama Hauptmann eines Kavallerie-Regiments. Er besuchte konspiratorische Unabhängigkeitstreffen in Querétaro, die von Josefa Ortiz de Domínguez und ihrem Mann Miguel Domínguez organisiert wurden, obwohl er von San Miguel el Grande (dem heutigen San Miguel de Allende) im benachbarten Guanajuato anreisen musste.
Aldama befand sich in San Miguel, als er darüber informiert wurde, dass die Verschwörung an die spanischen Kolonialbehörden verraten worden war. Er reiste nach Dolores (heute Dolores Hidalgo), um Miguel Hidalgo y Costilla und Ignacio Allende zu informieren. Er war Zeuge des Grito de Dolores (‚Schrei von Dolores‘) am Morgen des 16. September 1810, der den Beginn des Mexikanischen Unabhängigkeitskrieges markiert.
Er blieb stets an der Seite Allendes und floh mit diesem auf der Suche nach militärischer und politischer Unterstützung im Winter 1810 in Richtung USA.
Im Frühjahr 1811 wurde Aldama von den spanischen Kolonialbehörden im Norden Mexikos gefangen genommen, nach Chihuahua gebracht, dort wegen Hochverrat vor ein Militärgericht gestellt und zum Tod verurteilt. Zusammen mit Allende und anderen Mitgliedern der Rebellenarmee einschließlich José Mariano Jiménez und Manuel Santa María wurde er am 26. Juni 1811 vor ein Erschießungskommando gestellt.
Sein Leichnam wurde enthauptet und sein Schädel zur Alhóndiga de Granaditas nach Guanajuato gebracht, wo er öffentlich in einem Käfig an einer Ecke des Gebäudes hängend ausgestellt wurde. Seine sterblichen Überreste wanderten 1824 zu einem Altar in der Kathedrale in Mexiko-Stadt. 1925 schließlich wurden sie ein letztes Mal umgebettet, und zwar ins Mausoleum der Unabhängigkeitssäule in Mexiko-Stadt.

## Ehrungen
Juan Aldama ist in Mexiko ein Nationalheld; sein Name wird im alljährlich am 15. September vom jeweils amtierenden Präsidenten Mexikos wiederholten Grito von Dolores erwähnt. Nach ihm wurden mehrere Städte und Ortschaften benannt, darunter:
- Das Municipio Juan Aldama in Zacatecas
- Das Municipio Villaldama in Nuevo León
- Das Municipio Aldama in Tamaulipas
- Das Municipio Aldama in Chihuahua
- Die Stadt León wurde offiziell umbenannt in „León de los Aldama“ zu seinen Ehren und seines Bruders Ignacio Aldama
- Das Municipio Los Aldamas in Nuevo León wurde ebenfalls nach ihm und seinem Bruder benannt
- Das Dorf Juan Aldama, „El Tigre“, Sinaloa, außerhalb von Culiacán
- Die Straße Juan Aldama in Mexicali, Baja California, in dem Stadtteil Colonia Independencia